# 여문락
여문락(余文樂, 1981년 11월 13일 ~ )은 홍콩의 배우 및 가수이다.

## 출연 작품
- 무간도
- 무간도 II: 혼돈의 시대 - 청년 진영인 역
- 무간도 3
- 도성풍운 2
- 도성풍운 3
- 이니셜 D
- 손오공